# Chocolade en bittere strijd
Chocolade en bittere strijd is het 12de stripalbum uit de reeks Steven Sterk. Het scenario voor dit verhaal komt van Pascal Garray en Thierry Culliford. Garray tekende het verhaal ook.

## Verhaal
Steven Sterk leert een ballonvaarder kennen en mag even in diens ballon zitten. Plots duikt er een man in een laboratoriumjas op. Hij werpt een kistje in de ballon en springt er zelf ook in. Hij laat de ballon opstijgen. Steven, de ballonvaarder en de man in de stofjas gaan de lucht in. Die laatste heet Willy Erlenmeyer en wordt achtervolgd door twee mannen. Zij zetten de achtervolging per auto verder en schieten op de ballon. Steven maakt hun auto stuk door er een zandzak op te werpen.
Daarna doet Willy zijn verhaal: hij werkt in de chocoladefabriek van zijn oom. Daar hebben ze net een machine gekocht die chocoladefiguurtjes kan opvullen met kleine geschenkjes. Er kwam een bestelling voor chocolade koeien zonder geschenkjes binnen, maar Willy ontdekte dat er tijdens de productie toch iets aan de chocolade wordt toegevoegd. Hij opende een van de koetjes en vond er zakjes drugs in. Hij werd echter bespied door Stollwerck, een andere werknemer in het bedrijf. Willy moest vluchten met het bewijsmateriaal. Aangezien zijn oom de baas is, wil hij hem graag inlichten en uithoren voor hij naar de politie stapt. Stollwerck en een handlanger zitten hem achterna.
De bandieten houden een bestelwagen tegen. Die wordt bestuurd door de zoon van de ballonvaarder. Hij zit zijn vader achterna om hem en de ballon op te pikken als die geland is. De bandieten binden hem vast en zetten de achtervolging verder, zij het om totaal andere redenen dan de zoon. Al hun pogingen om de ballon neer te halen, mislukken echter.
De nacht valt: vliegen wordt te gevaarlijk. De ballon landt op een veldje. Steven en Willy gaan te voet verder, op weg naar Willy's oom. In een schuur vinden ze een motorfiets. Ze lenen het voertuig en gaan op zoek naar Willy's oom. Steven krijgt er ook een verkoudheid te pakken en verliest dus al zijn kracht. Intussen zijn de bandieten op de ballonvaarder gestoten.
Willy en Steven vinden oom Dick. Hij blijkt niets te weten over de drugs en gaat de volgende dag met zijn neef en Steven op onderzoek in zijn fabriek. Daar worden ze echter tegengehouden door de bandieten. Ook hun leider duikt op: een zakenpartner van Dick. Hij heeft een frituuroliefabriek die in feite een dekmantel is voor de raffinage van drugs. Stollwerck kon de drugs de fabriek binnensmokkelen en in de chocoladefiguren verwerken. Willy, Steven en Dick worden opgesloten bij de ballonvaarder en zijn zoon. Stevens verkoudheid blijkt echter over te zijn en hij ontsnapt. Hij kan de twee achtervolgers en de chauffeur van de drugsbaron uitschakelen. Ook de andere gevangenen ontsnappen en doen de lichten in de fabriek aan. Dick had de politie ingelicht en de lichten vormen een signaal voor hen om te komen helpen. De politie komt onmiddellijk binnen en kan de hele bende aanhouden.
Drie weken later komt Steven de ballon weer tegen. Die wordt nu gebruikt als reclame voor de chocoladefabriek.